# Buchnera longifolia
Buchnera longifolia är en snyltrotsväxtart som beskrevs av Carl Sigismund Kunth. Buchnera longifolia ingår i släktet Buchnera och familjen snyltrotsväxter. Inga underarter finns listade i Catalogue of Life.